# 1,2,3-三溴丙烷
1,2,3-三溴丙烷 (TBP) 是一种有毒的有机化合物。  它是一种无色到浅黄色液体。